# Vin doux naturel
Ne doit pas être confondu avec Vin bourru, Vin moelleux, Vin liquoreux ou Vin de liqueur.

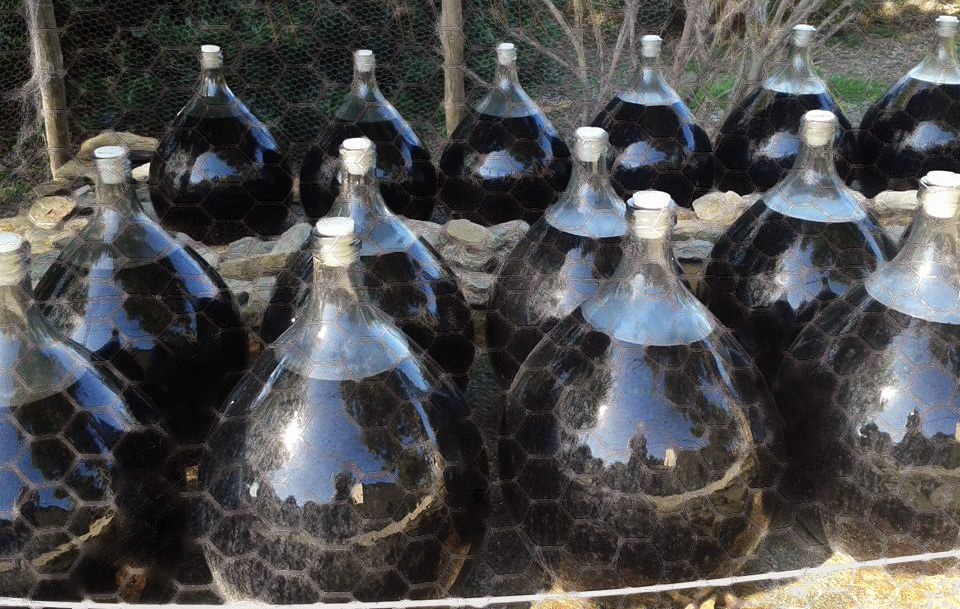
Maturation du banyuls en dame-jeanne.

Le vin doux naturel (parfois désigné par l'abréviation VDN) est un vin muté obtenu par mutage : lors de la fermentation alcoolique, le moût en cours de fermentation est additionné d'alcool éthylique (eau-de-vie de vin essentiellement) pour arrêter sa fermentation afin de conserver sucre résiduel et fruité, tout en augmentant plus ou moins fortement le titre alcoométrique volumique. L'alcool du vin doux naturel provient donc de sa propre fermentation ainsi que de l'ajout pratiqué lors du mutage. On le distingue du vin de liqueur qui reçoit de l'alcool avant le début de la fermentation.

## Définition officielle du vin doux naturel
On distingue les vins doux naturels des autres vins doux par le fait que leur sucre provient exclusivement du raisin et que les levures sont tuées par l'alcool. Selon l'article 416 du code général des impôts, modifié par Loi no 81-1160 du 30 décembre 1981 - art. 37 (Sorti au Journal officiel du 31 décembre 1981 et entré en vigueur le 1er janvier 1982 :

« La dénomination de « vin doux naturel » est réservée aux vins dont la production est traditionnelle et d'usage :
Vinifiés directement par les producteurs récoltants et provenant exclusivement de leurs vendanges de muscat, de grenache, de macabeu ou de malvoisie ; toutefois, sont admises les vendanges obtenues sur des parcelles complantées dans la limite de 10 % du nombre total de pieds avec des cépages autres que les quatre désignés ci-dessus ;
Obtenus dans la limite d'un rendement de 40 hectolitres de moût à l'hectare ; tout dépassement de ce rendement fait perdre à la totalité de la récolte le bénéfice de la dénomination « vin doux naturel » ;
Issus de moût accusant une richesse naturelle initiale en sucre de 252 grammes au minimum par litre ;
Obtenus à l'exclusion de tout autre enrichissement par addition d'alcool vinique correspondant en alcool pur à 5 % au minimum du volume des moûts mis en œuvre et au maximum à la plus faible des deux proportions suivantes :
Soit 10 % du volume des moûts mis en œuvre ;
Soit 40 % de la teneur alcoolique volumique totale du produit fini représentée par la somme de la teneur en alcool acquis et l'équivalent de la teneur en alcool en puissance calculée sur la base de 1 % volumique d'alcool pur pour 17,5 grammes de sucre résiduel par litre.
La déclaration de fabrication doit indiquer le numéro du plan cadastral et la situation des parcelles dans lesquelles sont récoltées les vendanges. »

## Vinification

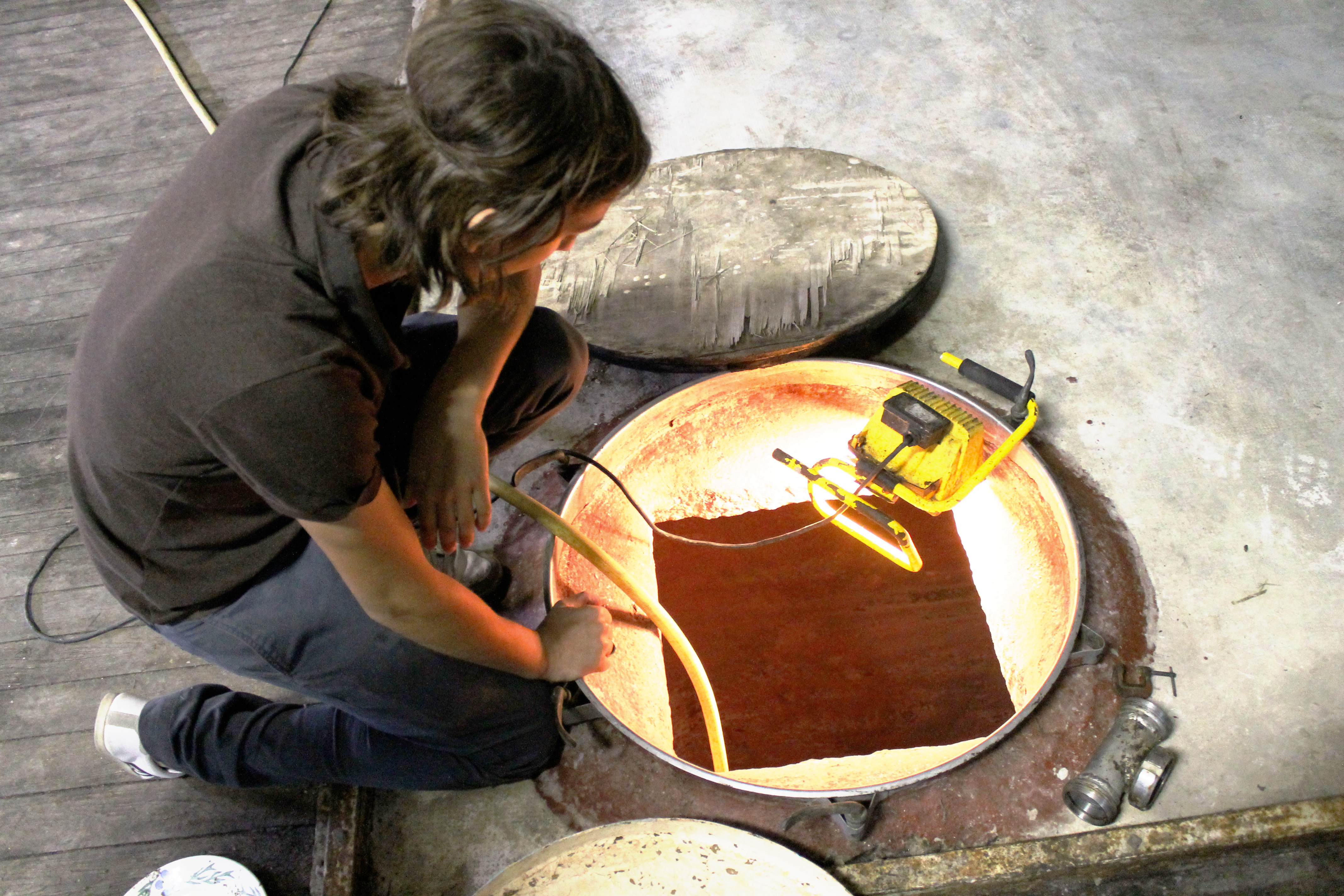
Cuve de vinification à Rivesaltes

On distingue les vins doux naturels des autres vins doux par le fait que leur sucre provient exclusivement du raisin et les levures sont lysées (fragmentation et désintégration des cellules) par l'alcool (à partir de 15-16 %). Cela a pour effet de produire un vin à relativement fort degré d'alcool mais possédant encore des sucres résiduels. Plusieurs types d'élevages sont alors possibles par la suite.
Les vins de liqueur se distinguent quant à eux des vins doux naturels par le fait que l'adjonction d'alcool y est faite avant le début de la fermentation.
Le mutage peut aussi être fait une seconde fois sur les grains ; on peut lui ajouter un léger contact avec les peaux, afin de fixer la couleur et les tanins.

## Cépages
Ces vins sont obtenus le plus souvent avec des cépages comme le muscat (muscat blanc à petits grains et muscat d'Alexandrie) mais aussi le grenache (grenache blanc, noir et grenache gris), le tourbat, dit malvoisie du Roussillon et  le macabeu (macabeo en catalan), avec une tolérance de 20 % pour les cépages accessoires sauf pour les muscats de Frontignan et de Rivesaltes.

## Vins doux naturels

### France
En France, les vins doux les plus connus sont les muscats de Rivesaltes, de Beaumes-de-Venise, de Frontignan, de Mireval, les rivesaltes (ambré, tuilé...), les maury et les banyuls. 
Ces vins sont principalement produits dans le Languedoc-Roussillon, et plus particulièrement dans les Pyrénées-Orientales pour ce qui est du muscat de Rivesaltes, du maury, banyuls et rivesaltes.
En revanche, le rasteau et le muscat de Beaumes-de-Venise se trouvent dans le secteur vinicole des côtes-du-rhône et plus précisément dans le département de Vaucluse. Quant à la Corse, elle produit le muscat du Cap-Corse.

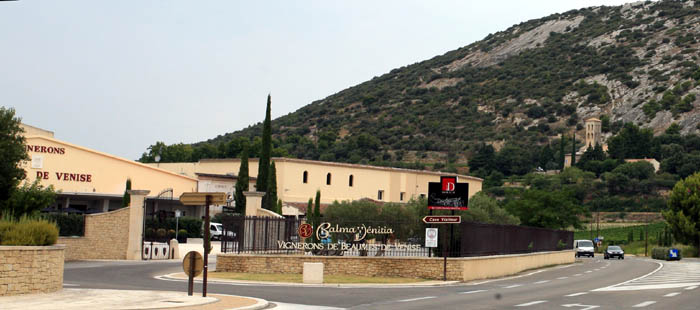
Balma Venitia à Beaumes-de-Venise
Une des plus grands caves productrices de VDN.

#### Vallée du Rhône
- Rasteau vin doux naturel
- Muscat de Beaumes-de-Venise

#### Corse

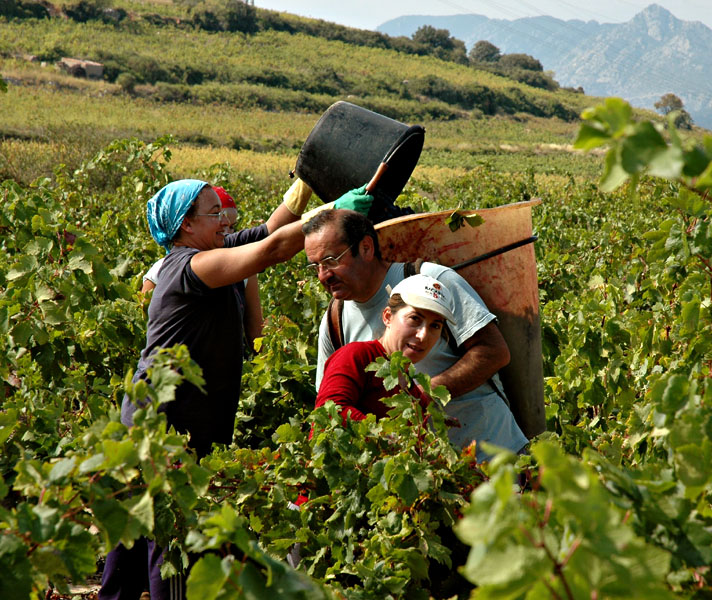
Vendanges en Roussillon.

- Muscat du Cap-Corse

#### Languedoc-Roussillon

##### Languedoc
- Muscat de Frontignan
- Muscat de Mireval
- Muscat de Saint-Jean-de-Minervois
- Muscat de Lunel
- Clairette du Languedoc

##### Roussillon
- Banyuls
- Banyuls Grand Cru
- Maury
- Grand Roussillon
- Muscat de Rivesaltes
- Rivesaltes

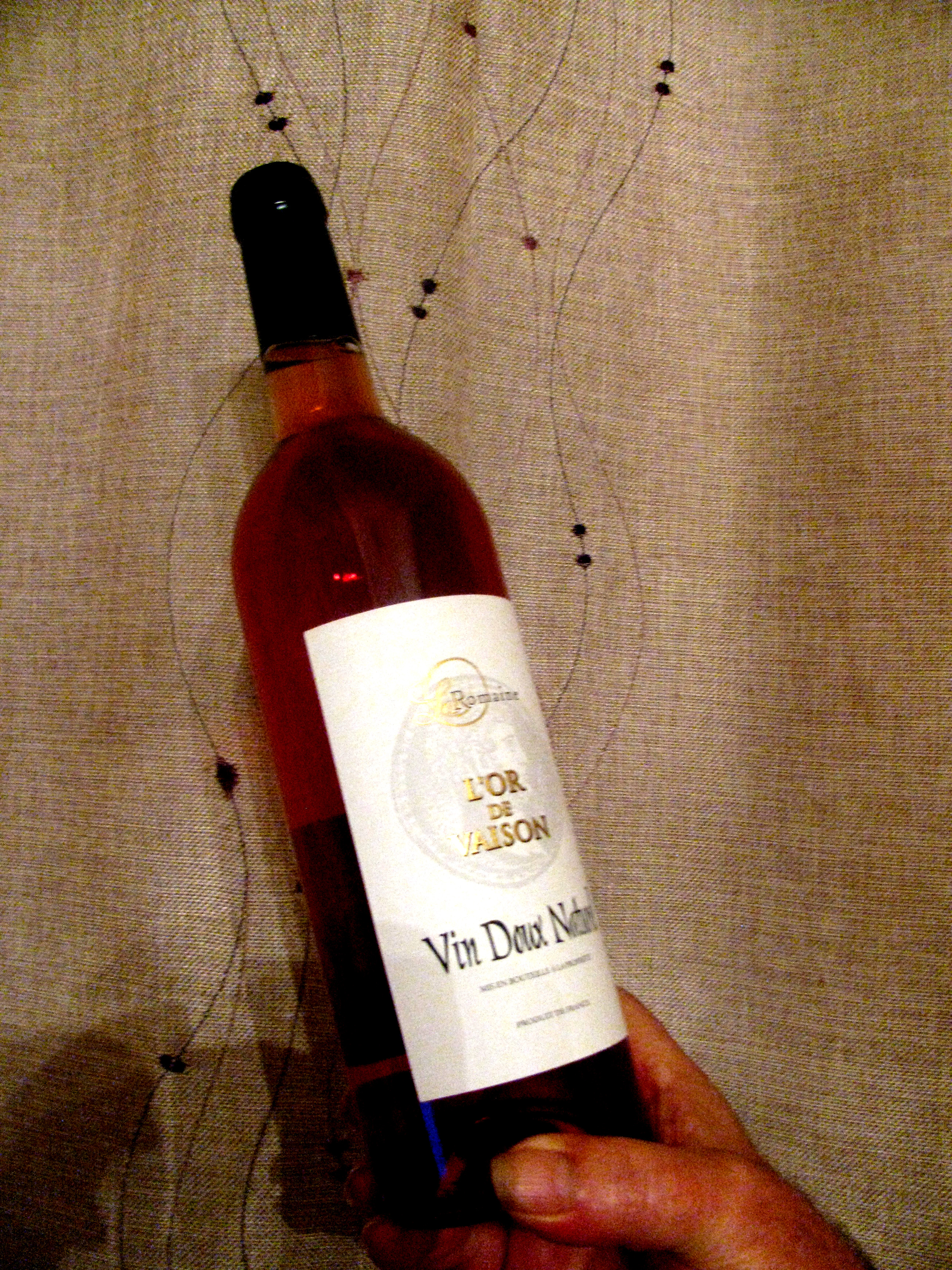
Vin doux naturel
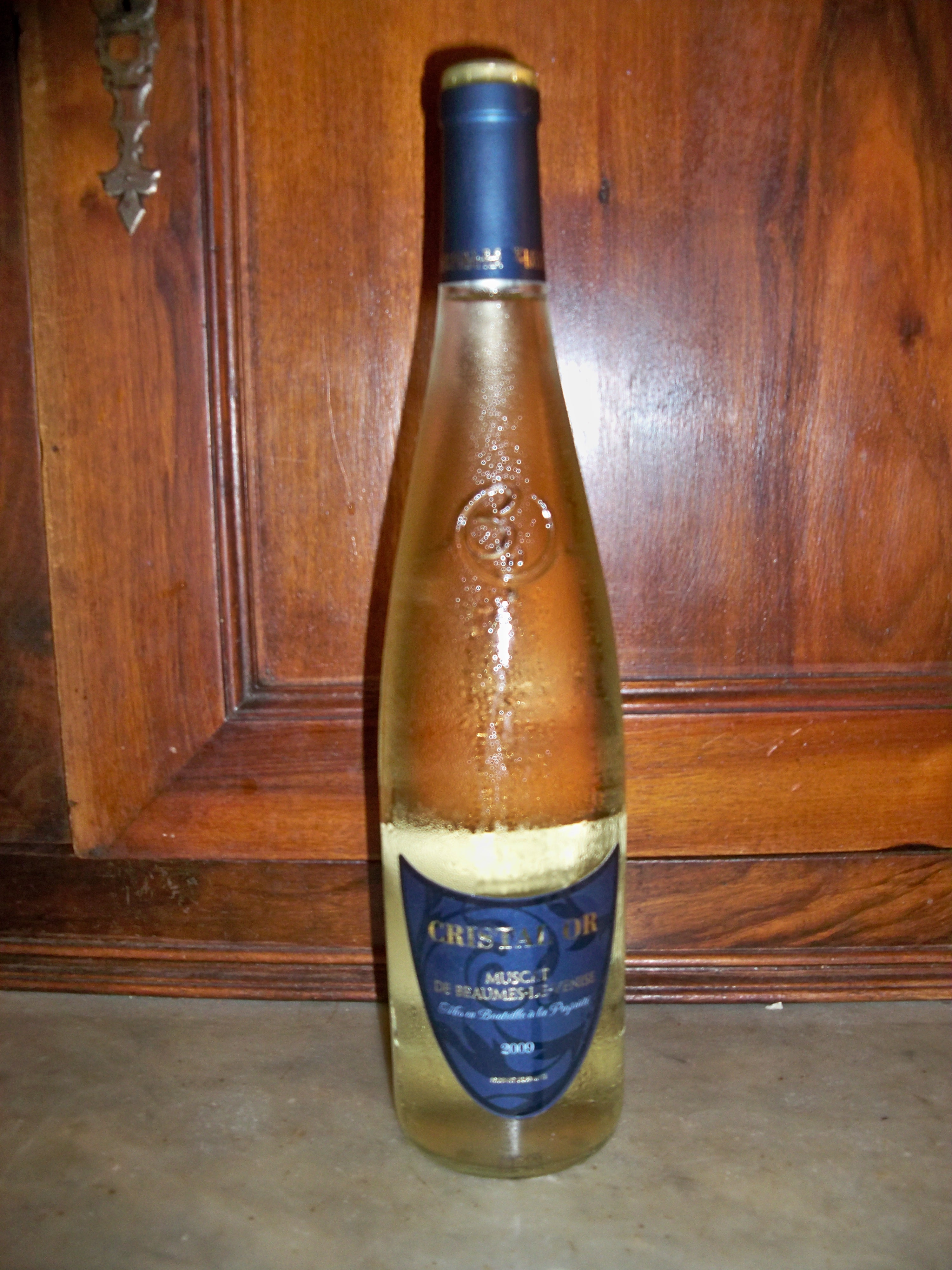
Muscat Beaumes de Venise

### Portugal

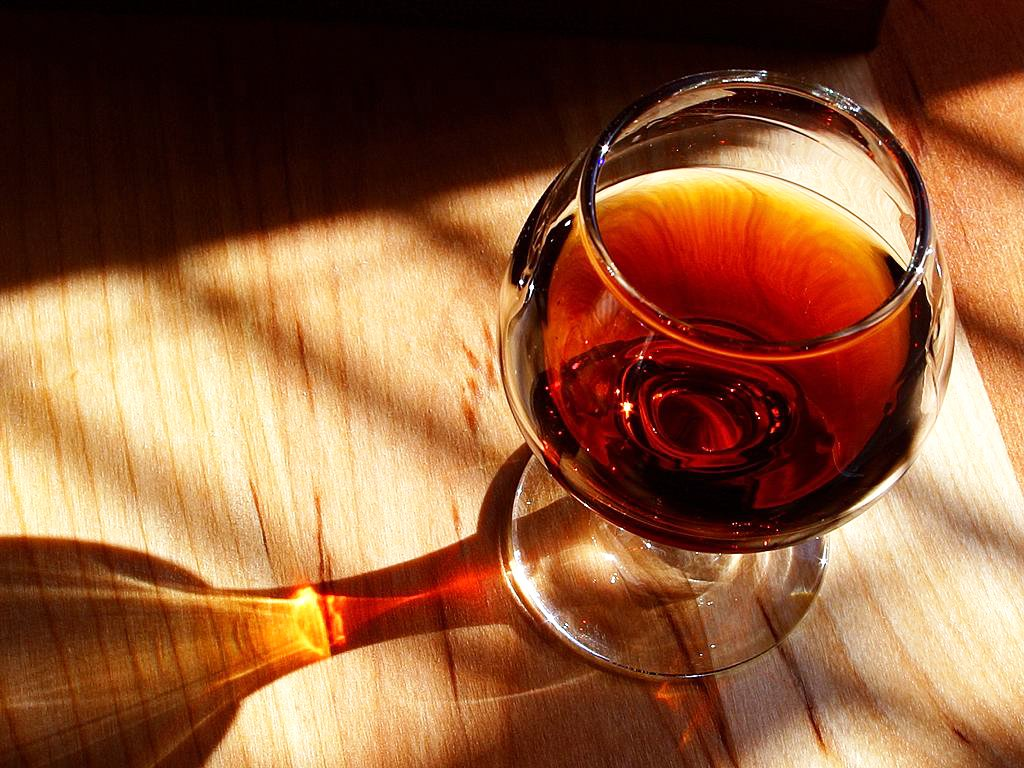
Verre de vieux porto

#### Porto
Le porto est un vin muté (classé dans la catégorie vins de liqueur, fondamentalement produit comme les vins doux naturels mais ayant cette dénomination à l'étranger pour des questions de taxes), c’est-à-dire un vin dont la fermentation a été arrêtée en cours de processus par l'adjonction d'eau-de-vie ce qui permet de garder la teneur en sucre.
Les vignobles sont situés sur les flancs escarpés du Haut Douro dans une région délimitée.
Après les vendanges, le processus de fermentation est surveillé et lorsque le taux de sucre résiduel désiré est atteint, l'adjonction d'une quantité précise d'alcool de vin arrête la fermentation par stérilisation du moût permettant de garder la teneur en sucre.
La maturation du produit s'effectue à Gaia sur la rive gauche du Douro face à la ville de Porto.
On distingue deux variétés de porto, le ruby et le tawny.
La maturation du ruby s'effectue dans des foudres de grande capacité constitués de bois épais, de ce fait l'oxydation du produit est réduite ce qui permet au Ruby de garder un caractère de vin jeune de couleur sombre.
La maturation du tawny s'effectue dans des tonneaux de faible capacité constitués de bois mince, l'oxydation est plus importante que pour le Ruby, le produit prend le caractère de vin vieux avec des arômes plus intenses et une couleur ambrée.
Le vintage est un porto millésimé de grande qualité dont les vins sont issus de cépages d'une même récolte et répondant à des critères précis contrôlés par un organisme de certification (Institut des Vins de Porto).
Le porto blanc est une production récente créée dans un but commercial pour couvrir un échantillonnage plus large dans une optique de vin d'apéritif. Le porto blanc n'est issu que de raisins blancs.

### Italie
- Le marsala est un vin blanc sec produit en Sicile issu du cépage grillo additionné de moût cuit et muté avec une eau-de-vie de vin vieillie 2 à 5 ans en fût de chêne d'Amérique assemblages en solera.

On distingue: marsala fino et marsala speciali : aux amandes, aux œufs...
- Le primitivo Dolce Giordano des Pouilles
- Le Recioto di Soave Classico

### Grèce

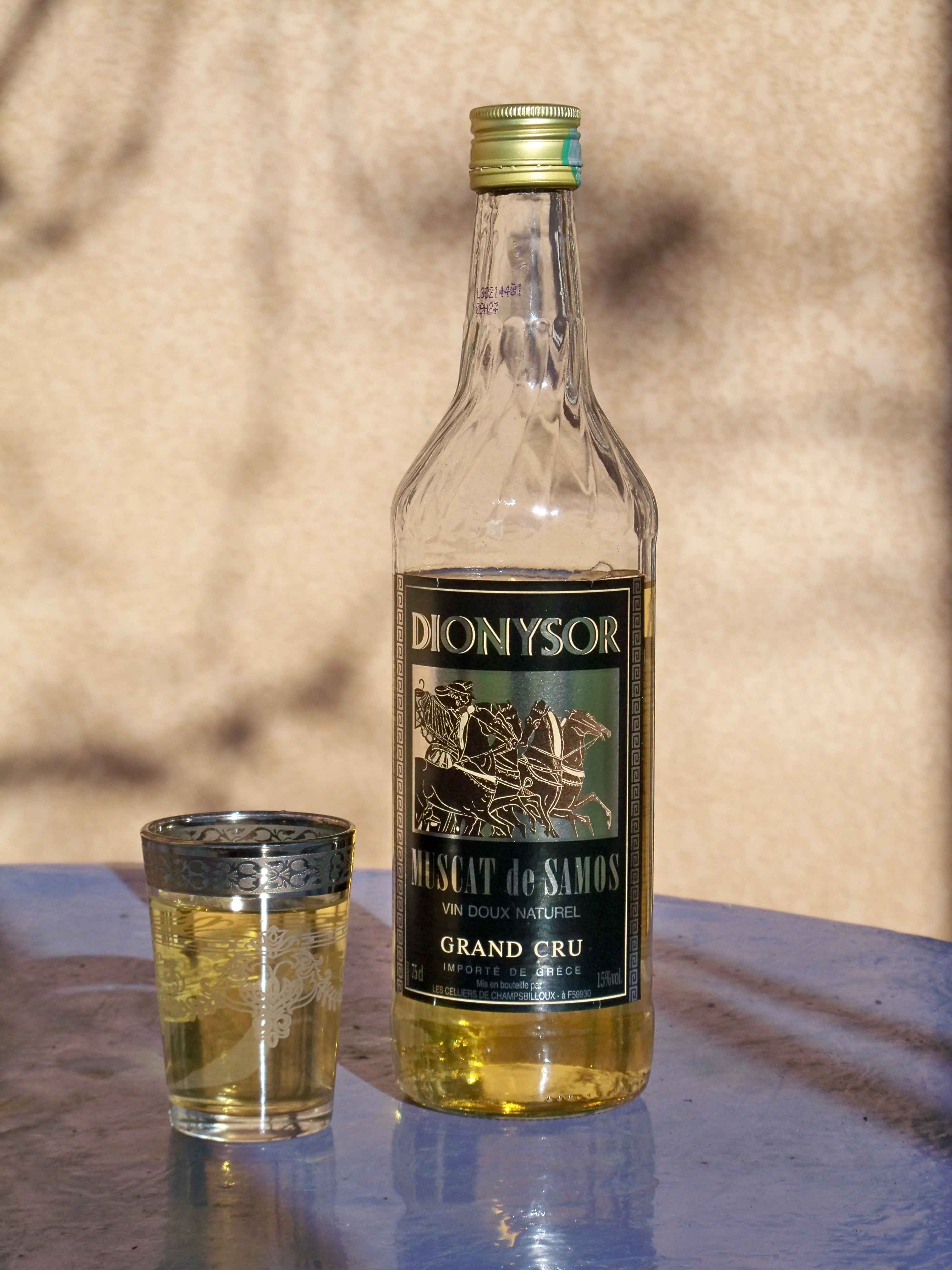
Muscat de Samos grand cru

Le muscat de Samos qui se décline en quatre variétés : Samos, Samos vin doux, Samos Anthemis et Samos nectar.
Le Mavrodaphne de Patras Kourtaki est un vin rouge grec de genre porto.

### Suisse
Par « spécialités de vin » et « vins de liqueur », également connus sous le nom de « vins doux », on entend en général en Suisse des vins qui se distinguent des vins ordinaires par leur goût plus ou moins doux et leur teneur en alcool supérieure. En recourant aux méthodes et technologies les plus diverses, on essaie d'obtenir les propriétés organoleptiques et la teneur en alcool désirées. L'adjonction d'alcool, avant ou pendant la fermentation des moûts, est un procédé usuel pour l'élaboration de vins doux.
Par « vins naturels à haut degré », on entend les vins produits naturellement à partir de raisins. Leur teneur en alcool, supérieure à 15 % en volume, est obtenue exclusivement par fermentation. L'augmentation de la teneur en alcool est due par exemple au gel ou au séchage du raisin directement sur les ceps ou après la vendange.